# La Matanza partido
La Matanza egy partido Argentína középpontjától keletre, Buenos Aires tartományban. Székhelye San Justo.

## Népesség
A partido népessége a közelmúltban a következőképpen változott:
| Év   | Lakosság  |
| ---- | --------- |
| 2001 | 1 251 547 |
| 2010 | 1 775 816 |